# Radio-televizija Srbije
Radio-televizija Srbije (srbsky Радио-телевизија Србије, zkráceně RTS, v cyrilici РТС; česky Rozhlas a televize Srbska) je veřejnoprávní vysílatel v Srbsku. Vysílá a produkuje zprávy, dramata a sportovní programy, které přenáší prostřednictvím rozhlasu, televize a internetu. Od července 2001 je členem Evropské vysílací unie a je největším vysílatelem v bývalé Jugoslávii a na Balkáně.
Dříve byl známý pod názvem Radio-televizija Beograd (Радио-телевизија Београд, zkráceně РТБ; česky Rozhlas a televize Bělehrad).

## Historie

### 1929–1990: Začátky vysílání a doba před Miloševićem
Rádio Bělehrad začalo vysílat v roce 1929. První hlasatelem zpráv byla v roce 1929 Jelena Bilbija. Po světové válce byla Radio-televizija Beograd (RTB), skládající se z Rozhlasu Bělehrad a Televize Bělehrad (TVB), založena rozhodnutím Výkonné rady Socialistické republiky Srbsko dne 13. února 1958, které přišlo po rozhodnutí vlády Socialistické federativní republiky Jugoslávie v roce 1956 investovat do televizní sítě.
První televizní vysílání se uskutečnilo dne 23. srpna 1958, premiérovým vydáním zpravodajského programu Dnevnik s Milojem Orlovićem, Branislavem Surutkou, Olgou Nađ, Oliverem Živkovićem a Verou Milovanović. První program byl vysílán z komplexu budov Beogradski sajam (Београдски сајам) a z nového televizního studia, které zde bylo postaveno. Od roku 1961 se začalo s používáním nahrávací pásku quadruplex.
Šedesátá léta zaznamenala dramatický vývoj všech žánrů televizních programů. TVB se stala slavnou díky svým situačním komediím (zrežírovaných a napsaných Radivoje-Lola Djukićem, Novak Novakem a dalšími. Bohužel se zachovala jen malá část, vzhledem k cenzuře a nedostatku pásky.
Také TVB měla vynikající dokumentární pořady (Karavan, Reflektor a další) a kvízy. V roce 1970 mohlo celé Srbsko jako celek přijímat signál RTS. Dne 31. prosince 1971 TVB začala s vysíláním v barevném systému PAL na své druhé síti.
V roce 1989 oficiálně započala příprava na vytvoření systému RTS. Ve stejném roce bylo zahájeno vysílání stanice RTS 3 nebo také 3K, který začal vysílat jako mladý, alternativní televizní kanál. Spolu s tím začala vysílat v Bělehradě a Vojvodině stanice Radio 101, které bylo více komerční a vysílala popovou hudbu a turbofolk. Bylo zamýšleno jako doplněk k alternativní stanici Bělehrad 202.
V roce 1990 zahájilo oficiálně několik regionálních studií – Niš, Kragujevac, Jagodina, Šabac – vysílání programů přes okno na místě "Beogradska hronika". V roce 1991 byly všichni veřejnoprávní vysílatelé sloučeni do RTS.

### 1990–2006: Miloševićova éra
Ustanovení režimu Slobodana Miloševiće vedlo k jedné z nejproblematičtějších epoch vysílatele ve své historii. Stovky novinářů byly vyhazovány za to, že nevyhověli Miloševićově propagandě. Během protestů ze dne 9. března 1991 opozice režimu zaútočila na budovu vysílatele a nazývali ji TV Bastille.
V roce 1992 Radio-televizija Beograd (RTB), spolu s Radio Televizija Novi Sad (RTNS) a Radio Televizija Priština (RTP) a také mnoho místních rozhlasových stanic, které vlastnila vláda, se stali součástí Radio-televizija Srbije (RTS). Vysílatel byl centralizovaný a pečlivě sledovaný, určený jako nástroj propagandy pro Miloševiće a jeho vládu.
Nejvíce neblaze proslulým známým televizním pořadem během Miloševićovy éry byl Dnevnik, který sloužil k oslavě „moudrých politiků Slobodana Miloševiče“ a k útokům na „služebníky západních mocností, sil chaosu a zoufalství“, nebo srbskou opozici. Srbská média byla obviněna newyorským deníkem The New York Times za přijetí srbského nacionalismu a xenofobii vůči podpoře jiných etnických skupin v bývalé Jugoslávii. Srbská státní média během válek podávaly zprávy, které démonizovali Bosňáky a Chorvaty.
Negativní vyobrazení etnických skupin Bosňáků a Chorvatů v médiích jsou jen příkladem jak státní média za doby Miloševiće propagovali šílenství a hněv Srbů na podporu jugoslávské války. Vysílatel dával jen malou pozornost srbským válečným zločinům, které byly páchány proti Chorvatům a Srbům. Za to zprávy o Srbech, kteří jsou masakrováni Bosňáky nebo Chorvaty, byly vysílány každý den za cílem rozhněvání srbské a černohorské populace.
Během války v Bosně a Hercegovině, když bylo Sarajevo v obležení, zachycovali zprávy Radio-televizije Srbije krajiny ze Sarajeva z 80. let 19. století, když bylo město ještě nedotčené, což mělo vyvolat obraz, kdy Sarajevo ještě nebylo v obležení.
Během války v Kosovu srbská státní média popřela masakry Gornje Obrinje a Vučitrn, které spáchali srbští členové polovojenské organizace a srbská policie proti albánským civilistům dne 26. září 1998 a 2. a 3. května 1999. Srbská televize zločiny, které spáchala srbská policie v Kosovu, popsala jako „lži a manipulaci“. Kromě toho Radio-televizija Srbije nikdy neinformovala o 800 000 kosovských Albáncích, které vyhnali srbští členové polovojenské organizace a srbská policie, kromě případů, kdy konvoj prchajících obyvatel Kosova zabili bomby NATO.
Dne 23. dubna 1999 organizace NATO vybombardovala sídlo v centru Bělehradu, kdy zabila 16 lidí, převážně techniků. V roce 2002 byl Dragoljub Milanović, generální ředitel RTS, odsouzen k 10 letům vězení, protože se mu nepodařilo pracovníky v budově evakuovat, přestože věděl, že budova bude bombardována. Amnesty International popsala tento útok jako válečný zločin.
Dne 5. října 2000 byla stejná budova zbourána a částečně spálena během nepokojů proti Slobodanu Miloševićovi. Na nějakou dobu po 5. říjnu 2000 byl vysílatel oficiálně veden pod jménem Nova RTS (Nová RTS), což mělo symbolizovat osvobození od nadvlády Miloševićova režimu a znovuzrození v historii veřejnoprávního vysílatele.

### 2006 až současnost: Vzestup
Poté, co byl Milošević zbaven moci, vysílatel prošel rekonstrukcí, aby si znovu získal respekt mezi svým publikem, které ztratila v průběhu 90. let 20. století. Zvláštní důraz byl kladen na zpravodajské pořady, které v této době značně utrpěly. V roce 2006 se stala nejsledovanějším televizním vysílatelem v Srbsku a tuto pozici si drží dodnes. Ve stejný rok bylo rozhodnuto o ukončení jednoho z televizních kanálů. Šlo o kanál 3K nebo také RTS 3, který byl věnovaný mládeži. Za svou historii si zde však našli místo filmy, seriály a sport.
V roce 2007 BBC World Service Trust zahájila rozsáhlý tréninkový program. Tento projekt, který trval 30 měsíců, byl financován z prostředků Evropské unie pod podmínkou značné žurnalistiky, řemesla a školení managementu na všech úrovních zaměstnanců vysílatele.
V roce 2008 prochází zásadními změnami, protože slaví 50 let své existence. Vysílatel zahájil provoz své digitální sítě, která užívá Digitální pozemní televize (DTT) přes několik DVB-T vysílačů. Byly investovány miliony do nových technologií. V květnu byl poprvé zaveden nový televizní systém ve vysokém rozlišení ku příležitosti Eurovision Song Contest 2008. Dne 26. listopadu 2008 začalo vysílání na novém kanále RTS Kultura a umění, jinak zvaný RTS Digital, který je pouze DDT kanálem a vysílá ve standardním formátu rozlišení 16 : 9, se stereo přehrávačem a 5.1 digitálním zvukem. V průběhu roku 2008 se webové prezentace vysílatele výrazně zlepšili.
Dne 23. srpna 2008 zpravodajský pořad Dnevnik oslavil 50. výročí vysílání. Dne 9. září 2009 v 21:00 SEČ bylo zahájeno vysílání na prvním kanále, který vysílá ve vysokém rozlišení – RTS HD.
V roce 2011 vydala písemnou omluvu pro občany Srbska a bývalé Jugoslávie za své kroky během režimu Slobodana Miloševiće a rozpadu Jugoslávie. V dopise se vysílatel omlouvá za nesmyslné zpravodajství a bolest, kterou způsobila veřejnosti a také slibuje, že se historie již nebude opakovat. Dne 23. srpna 2014 oslavila společnost 56. výročí svého vysílání. Dostala novou vizuální identitu, kdy se zaměřila na uvedení nových log na obrazovce, které zavedla 18. února pro své pozemní kanály. Ve stejný den se změnili i vodoznaky, aby se vešly do formátu 16 : 9.

## Televize

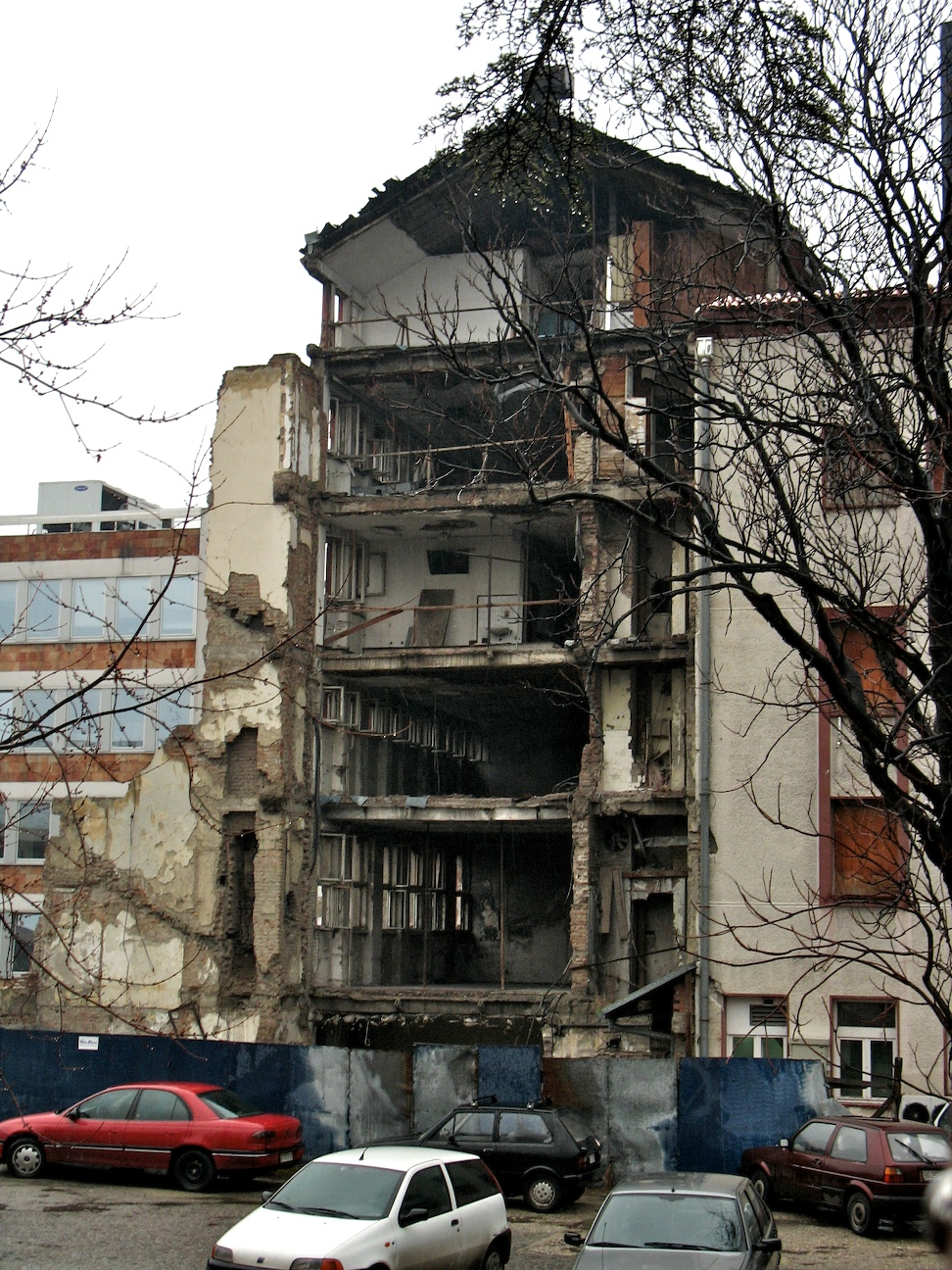
Budova Rozhlasu a televize Srbska, zničená po náletech NATO v roce 1999

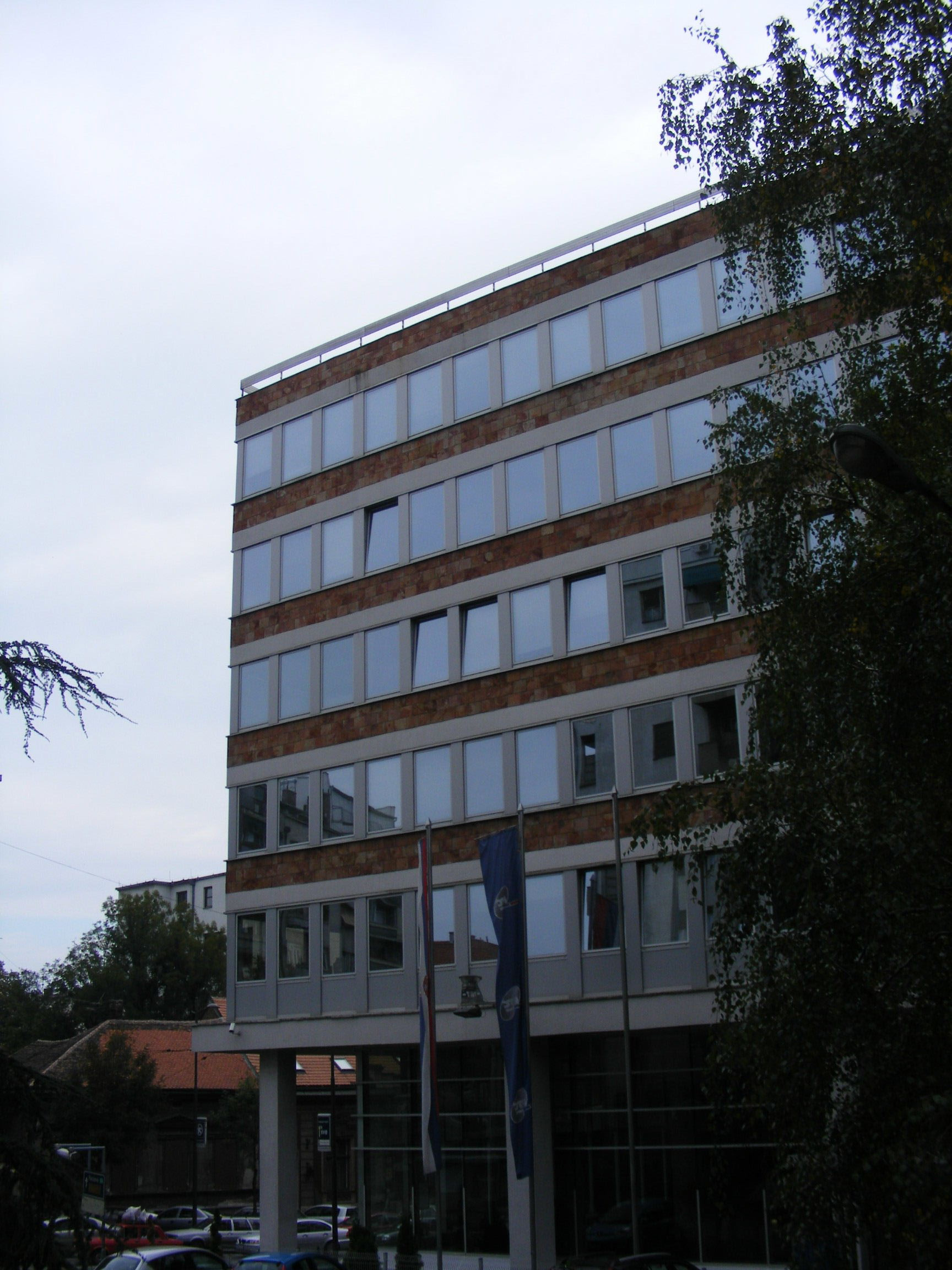
Současná základna Rozhlasu a televize Srbska

### Aktivní kanály
| Kanál   | Poznámka |
| ------- | --- |
| RTS 1   | První televizní stanice Srbsku, vysílání zahájeno 23. srpna 1958. K dispozici jen v Srbsku.                            |
| RTS 2   | První barevná televizní stanice Srbsku, vysílání zahájeno 31. prosince 1971. K dispozici jen v Srbsku.                 |
| RTS 3   | Srbský první jedině digitální kanál, se zaměřením na kulturu a umění. K dispozici jen v Srbsku prostřednictvím DVB-T2. |
| RTS HD  | První srbský kanál v HD kvalitě, vysílání zahájeno 9. září 2009. K dispozici jen v Srbsku prostřednictvím DVB-T2.      |
| RTS SAT | Satelitní kanál RTS, vysílání zahájeno 14. května 1991. K dispozici v Evropě, Severní Americe a Austrálii.             |

RTS 1 (srbsky РТС 1) je historicky prvním kanálem RTS, který obvykle každý rok vykazuje nejvyšší rating v celém Srbsku.
Nabízí divákům politické pořady, debaty, domácí i mezinárodní pořady. Může se pyšnit tím, že je stanicí s většinovým podílem národních pořadů, které si samo financuje. Vysílá řadu vlastně vyráběných dramat, které jsou u diváků velmi úspěšné, a proto je nejsledovanějším televizním pořadem v Srbsku. To platí zejména pro televizní seriál "Selo gori, a baba se češlja" (česky Vesnice hoří, ale babička se češe).
Kanál zahájil vysílání 23. srpna 1958 pod názvem Rozhlas a televize Bělehrad srbsky Радио-телевизија Београд, zkráceně RTB srbsky РТБ.
RTS 2 (srbsky РТС 2) se zaměřuje na kulturu, kromě toho nabízí hudební a sportovní akce. Zasedání parlamentu jsou také vysílány živě na RTS 2. V průměru sledovanost není tak vysoká jako na kanále RTS 1. Vysílá i pořady pro děti, vzdělávací programy a opakuje staré srbské dramata a komediální pořady. RTS 2 má vysílací práva pro sportovní akce jakými jsou Premier League, FA Cup a grandslamové turnaje. Spolu s prvním kanálem vysílala Letní olympijské hry 2008. Provoz byl zahájen dne 31. prosince 1971, pod názvem Televizija Beograd 2 (srbsky Телевизија Београд 2, zkráceně TVB 2, v cyrilici ТВБ 2). Byl prvním barevným televizním kanálem Jugoslávie a později byl přejmenován z Televizija Beograd na Televizija Beograd 1.
Kanál RTS 3 (srbsky РТС 3) začal vysílat dne 26. listopadu 2008 ve formátu DVB-T v Bělehradě a v oblasti Nového Sadu a od 21. března 2012 je k dispozici po celém Srbsku přes DVB-T2. Síť vysílá vystoupení klasické hudby a jazzových vystoupení, také vysílá různé koncerty i baletní představení. Mimo jiné, každý rok vysílá novoroční koncert ve Vídni a Eurovision Song Contest naživo. Experimentální vysílání pomocí DVB-T, jako RTS 4, začalo v roce 2005.
RTS HD (srbsky РТС ХД) je prvním televizním HD kanálem v Srbsku, který zahájil vysílání 9. září 2009 v 9 hodin (9. 9. 2009 v 9 hodin večer) přímým přenosem Mistrovství světa ve fotbale 2010, kdy vysílala kvalifikační zápas mezi Srbskem a Francií. Na začátku byla k dispozici v oblasti Noviho Sadu a Bělehradu, ale od 21. března 2012 je k dispozici po celém Srbsku prostřednictvím DVB-T2.
RTS SAT (srbsky РТС САТ) je satelitní služba televize RTS, která slouží pro srbské diaspory po celém světě. Vysílá nejoblíbenější programy RTS 1 a RTS 2. Nyní pokrývá Austrálii, Evropu a Severní Americe. Vysílání na tomto kanále bylo zahájeno dne 14. května 1991.

### Neaktivní kanály
Treći kanal RTS (srbsky Трећи канал РТС nebo také 3K) byl kanál, který byl založen 1. července 1989 a vysílat přestal 5. května 2006.
RTS Priština (srbsky РТС Приштина) byla televizní stanice, založená 26. listopadu 1975, pod názvem RTV Priština (srbsky РТВ Приштина). Vysílání bylo ukončeno 1. června 1999.

## Rozhlas
Rozhlas má v současnosti 5 stanic (Rádio Bělehrad 1, Rádio Bělehrad 2, Rádio Bělehrad 3 a Bělehrad 202). Radio 101 bylo v provozu od 3. května 1989 až do 5. května 2006.

### Aktivní stanice
Stereorama je rozhlasová stanice, která vysílá hudbu a talk show v Srbsku, kromě oblasti Bělehrad.
Cílem Rádio Bělehrad 1 je poskytovat komplexní zprávy a publicistické pořady pro veřejnost. Rozhlasová stanice také nabízí zábavu a kulturní pořady.
Rádio Bělehrad 2 je kulturní stanice, založená na diskuzi o aktuálních otázkách, která neustále vysílá názory na životě a tvorbě, v zahraničí i v Srbsku. Stanice sdílí stejné rádiové vlny jako Rádio Bělehrad 3. Rádio Bělehrad 2 vysílá od šesti ráno do osmi večer. Stanice je známá díky dokumentárním zprávám, náboženským diskuzím, klasické hudbě, stále oblíbeným šlágrům, jazzu a satiře.
Rádio Bělehrad 3 vysílá od 20:00 do 06:00. Zaměřuje se na klasickou hudbu a rozhlasová dramata.
Bělehrad 202 vysílá po celém Srbsku. Vysílá krátké zprávy, rock a pop. Hosté z různých hudebních programů žádají posluchače rádia, aby zaslaly své myšlenky prostřednictvím SMS nebo internetem. Bělehrad 202 má také speciální dopolední program, který vysílá od 06.00 do 09.00, je založena na současných kulturních, sociálních a politických trendech.